# Robert Baratheon
Robert Baratheon est un personnage de fiction de la série Le Trône de fer, écrite par George R. R. Martin.
Surnommé « l'usurpateur », il est le seigneur de la maison Baratheon et, lorsque le récit commence, actuel souverain du Royaume des Sept Couronnes. Il est marié à la reine Cersei Lannister avec qui il a eu officiellement trois enfants, Joffrey, Myrcella et Tommen. C'est un homme qui fut autrefois une force de la nature et qui s'est empâté avec l'âge et les abus de toutes sortes. D'une voracité sexuelle peu commune, il a conçu pas moins d'une quinzaine de bâtards avec de nombreuses femmes.

## Histoire

### Histoire commune
En tant qu'aîné des Baratheon, Robert a été éduqué afin de diriger les Terres de l'Orage. Pour ce faire, il est envoyé par son père comme pupille de lord Jon Arryn dans le Val où il rencontre le jeune Eddard Stark qui devient son meilleur ami.
Des années plus tard, alors que Robert est fiancé à la sœur d'Eddard, la jeune Lyanna Stark, cette dernière est enlevée par le prince Rhaegar Targaryen, fils du roi des Sept Couronnes, Aerys II dit le Dément ou le Fol. Après la mort du père et du frère d'Eddard partis à Port-Réal afin de demander des comptes au souverain, Robert hisse les bannières de rébellion, et dirige la guerre civile qui sera connue sous le nom de Rébellion de Robert. Dirigeant les maisons Baratheon, Stark, Arryn et Tully contre les forces loyalistes, Robert met fin au règne de terreur du roi fou. Il tue le prince Rhaegar en combat singulier lors de la Bataille du Trident.
Après le changement de camp de la maison Lannister et le sac de Port-Réal, Robert est couronné roi, mais il est affligé par la mort tragique de Lyanna. Contraint pour des raisons politiques d'épouser Cersei Lannister, fille du seigneur de la puissante maison Lannister, il ne peut jamais se forcer à l'aimer, et les relations entre les deux époux restent toujours tendues ; ces relations sont envenimées par les nombreux écarts conjugaux de Robert. Robert se révèle un roi dépensier, mettant le royaume au bord de la faillite et laissant la gestion du royaume à ses conseillers tandis qu'il chasse femmes et gibier.
Au début du récit, Robert se rend à Winterfell afin de convaincre son vieil ami Eddard de devenir sa Main du Roi (équivalent de premier ministre), poste tenu jusqu'à sa récente mort par lord Jon Arryn, ainsi que pour fiancer leurs enfants respectifs, Joffrey, l'héritier du trône, et Sansa, la fille ainée d'Eddard.
De retour à la cour, Robert laisse en grande partie la gestion du royaume à Eddard et préfère se consacrer à l'organisation d'un grand tournoi et à ses chasses. Eddard découvre en enquêtant sur la mort de lord Arryn que les prétendus enfants de Robert ne sont pas de lui : Joffrey, Myrcella et Tommen sont, en fait, les fruits de la relation incestueuse entre la reine et son frère jumeau Jaime Lannister. Avant que Robert n'ait pu être averti, il est victime d'un « accident » de chasse dû à l'abus de vin trop corsé. Blessé à mort par un sanglier, Robert, mourant, confie la régence du royaume à Eddard.
La mort de Robert, par le conflit de succession qu'il entraîne, est le principal événement déclencheur de la Guerre des cinq rois, principal cadre de l'action des romans.

## Concept et création
C'est l'acteur Mark Addy qui a été choisi pour incarner Robert Baratheon dans Game of Thrones, la série télévisée adaptée des romans.